# Ahmet Muminović
Ahmet Muminović (* 1945 in Gornji Vakuf; † 24. Januar 2019 in Sarajevo) war ein jugoslawischer Comiczeichner und -autor und Journalist.

## Leben
Ahmet Muminović beschäftigte sich seit seiner Kindheit mit Malen, Illustrieren und Comicszeichnen. Sein erster Comic wurde 1968 in der Zeitung Male Novine veröffentlicht. Von 1972 bis zum Beginn des Bosnienkrieges 1992 arbeitete er als Redakteur derselben Zeitung.
Er veröffentlichte zahlreiche Comics, Kinderbücher, Artikeln und Kolumnen. Seine Werke wurden in Schweden, Finnland, Frankreich, Spanien, China, Türkei und Österreich veröffentlicht. Sein größter Erfolg gelang ihm mit „Valter brani Sarajevo“ (Neuauflage: Agarthi Comics, 2014), ein Comic nach dem Leben des Partisans Vladimir Perić (1919–1945) alias Valter, welches alleine in China über acht Millionen Mal verkauft wurde. Muminović verstarb im Alter von 74 Jahren am 24. Januar 2019 in Sarajevo.

## Werk
- Valter verteidigt Sarajevo, Bahoe Books, Wien 2018. (Aus dem Bosnischen von Ivan Petrović.)